# Maaike Ouboter
Maaike Ouboter (* 12. Januar 1992) ist eine niederländische Singer-Songwriterin.

## Werdegang
Ouboter wuchs in Gouda auf und besuchte dort die GSG Leo Vroman. Beide Eltern starben früh. Sie studierte Medien- und Kulturwissenschaften an der Universität von Amsterdam und studierte von Juli 2012 bis Januar 2013 an der University of Technology, Sydney.
Vom Mai bis Juli 2013 nahm Ouboter an der De beste singer-songwriter van Nederland teil. Nach ihrem ersten Auftritt am 27. Mai 2013 erreichte ihr Lied Dat ik je mis innerhalb zweier Tage die Spitzenposition der niederländischen iTunes-Charts, tags darauf auch in Belgien. Am 1. Juni 2013 debütierte sie auf Platz 1 der niederländischen Top 40 und kurz danach auf Platz 1 der flämischen Singlecharts. Kaum einen Monat nach ihrem Auftritt empfing Ouboter ihre erste Goldene Schallplatte für mehr als 15.000 verkaufte Exemplare. Anderthalb Wochen später erreichte Ouboters Single den Platin-Status. Am 29. Juli stand sie neben fünf anderen Teilnehmern im Finale der Sendung, gewonnen hat dieses jedoch Michael Prins.
Am 19. Juni 2015, zwei Jahre nach ihrem Durchbruch in De beste singer-songwriter van Nederland, veröffentlichte Ouboter ihr Debütalbum En hoe het dan ook weer dag wordt. Für das Album arbeitete sie unter anderem mit dem belgischen Sänger Joost Zweegers zusammen.

## Diskografie
Alben
- 2015: En hoe het dan ook weer dag wordt

Lieder
- 2013: Dat ik je mis
- 2013: Maarten
- 2013: Jij de koning
- 2013: A Fool’s Pride (mit Michael Prins)
- 2015: Lijmen